# 956 Elisa
956 Elisa è un asteroide della fascia principale. Scoperto nel 1921, presenta un'orbita caratterizzata da un semiasse maggiore pari a 2,2980647 au e da un'eccentricità di 0,2047332, inclinata di 5,96384° rispetto all'eclittica.
L'asteroide è dedicato a Elisa Reinmuth, la madre dello scopritore.